# Phyllophaga wittkugeli
Phyllophaga wittkugeli är en skalbaggsart som beskrevs av Anton Franz Nonfried 1891. Phyllophaga wittkugeli ingår i släktet Phyllophaga och familjen Melolonthidae. Inga underarter finns listade i Catalogue of Life.